# SVTch
 (mai 2022).
La mise en forme du texte ne suit pas les recommandations de Wikipédia : il faut le « wikifier ».
Les points d'amélioration suivants sont les cas les plus fréquents. Le détail des points à revoir est peut-être précisé sur la page de discussion.
- Les titres sont pré-formatés par le logiciel. Ils ne sont ni en capitales, ni en gras.
- Le texte ne doit pas être écrit en capitales (les noms de famille non plus), ni en gras, ni en italique, ni en « petit »…
- Le gras n'est utilisé que pour surligner le titre de l'article dans l'introduction, une seule fois.
- L'italique est rarement utilisé : mots en langue étrangère, titres d'œuvres, noms de bateaux, etc.
- Les citations ne sont pas en italique mais en corps de texte normal. Elles sont entourées par des guillemets français : « et ».
- Les listes à puces sont à éviter, des paragraphes rédigés étant largement préférés. Les tableaux sont à réserver à la présentation de données structurées (résultats, etc.).
- Les appels de note de bas de page (petits chiffres en exposant, introduits par l'outil «  Source ») sont à placer entre la fin de phrase et le point final[comme ça].
- Les liens internes (vers d'autres articles de Wikipédia) sont à choisir avec parcimonie. Créez des liens vers des articles approfondissant le sujet. Les termes génériques sans rapport avec le sujet sont à éviter, ainsi que les répétitions de liens vers un même terme.
- Les liens externes sont à placer uniquement dans une section « Liens externes », à la fin de l'article. Ces liens sont à choisir avec parcimonie suivant les règles définies. Si un lien sert de source à l'article, son insertion dans le texte est à faire par les notes de bas de page.
- La présentation des références doit suivre les conventions bibliographiques. Il est recommandé d'utiliser les modèles {{Ouvrage}}, {{Chapitre}}, {{Article}}, {{Lien web}} et/ou {{Bibliographie}}. Le mode d'édition visuel peut mettre en forme automatiquement les références.
- Insérer une infobox (cadre d'informations à droite) n'est pas obligatoire pour parachever la mise en page.

Pour une aide détaillée, merci de consulter Aide:Wikification.
Si vous pensez que ces points ont été résolus, vous pouvez retirer ce bandeau et améliorer la mise en forme d'un autre article.
Le fusil de précision semi-automatique Tchoukavine (SVTch) (en russe : Снайперская винтовка Чукавина, СВЧ) est le prototype d'un nouveau système d'arme de précision développé par le groupe Kalachnikov.

## Histoire
Le SVTch a été révélé en 2016 sous le nom de SVK. Il a été renommé SVTch en 2017 pour se conformer au nom de famille du designer (Tchoukavine, pas Kalachnikov). Plusieurs calibres ont ensuite été adoptés et les SVTch existants ont été renommés SVch-54 pour désigner la cartouche 7,62 × 54 mm R. Le développement est basé sur le retour d’expérience direct des tireurs d'élite de plusieurs unités d'élite des forces spéciales russes. Il est destiné à l'engagement de précision de cibles individuelles à des distances allant jusqu'à 1000 mètres ou plus, selon la version.

## Caractéristiques
Le fusil SVTch est en cours de développement pour les trois cartouches de fusil militaire les plus courantes, les calibres 7,62 × 51 mm OTAN, 7,62 × 54R et le .338 Lapua Magnum (également connu sous le nom de 8,62 × 69 mm). Entre les deux versions de 7,62 mm, le fusil a une très grande similitude de pièces. Le fusil SVTch a un récepteur en forme de U inversé, en acier et un dessus solide qui offre une plate-forme stable pour l'optique, avec rail Picatinny intégré. Le boîtier de la gâchette et du chargeur est en alliage léger. Le fusil est alimenté à partir de chargeurs amovibles. En version 7.62 × 54R, il utilise des chargeurs compatibles avec le fusil de sniper Dragounov SVD. En 7,62 × 51 OTAN et en .338LM, il utilise des chargeurs propriétaires de capacité standard et élevée.
Le fusil est doté d'un rechargement par emprunt de gaz à course courte et d'un verrou rotatif. Un régulateur de gaz manuel assure un fonctionnement fluide et fiable dans toutes les conditions, avec ou sans silencieux. Ce fusil est ambidextre. Il a une crosse pliable et réglable pour la longueur de la traction. Les accessoires standard incluent un bipied pliable détachable et un suppresseur de son tactique détachable rapidement,.